# テクニカ・モロデジ
テクニカ・モロデジ (Техника – молодежи、/ˈtʲexnʲikə.məlaˈdʲoʐi/ チェーフニカ・マラジョージ) は1933年から刊行されている月刊の通俗技術誌。

## 概要
主にソビエト、ロシアの青少年を対象に刊行される雑誌で長年にわたり刊行される。既に80年以上にわたり刊行されており、この種の雑誌としてはかなり長い歴史を有する。他誌には発表の機会の無かった執筆者によるサイエンスフィクションの作品も掲載された。ソビエトの時代にはソビエトの宇宙開発等の技術の優位性を喧伝する役割を果たし、1970年以降はカラーになり、執筆陣にとっては冷戦期の言論の統制されていた時期には貴重な作品の発表の場でもあり、東側の専門家ではない読者を対象とした貴重な雑誌でソビエト連邦の崩壊後の混乱で存続が危ぶまれた時期もあったがどうにか乗り越え現在に至る。